# Grand Prix automobile du Japon 2023
GP précédent GP suivant
Le Grand Prix automobile du Japon 2023 (Formula 1 Lenovo Japanese Grand Prix 2023) disputé le 24 septembre 2023 sur le circuit de Suzuka, est la 1095e épreuve du championnat du monde de Formule 1 courue depuis 1950. Il s'agit de la trente-septième édition du Grand Prix du Japon comptant pour le championnat du monde de Formule 1, la trente-troisième disputée à Suzuka et la dix-septième  manche du championnat 2023.
Une semaine après ses déboires lors du Grand Prix de Singapour, Max Verstappen, intouchable en qualifications, réalise sa neuvième pole position de la saison, la vingt-neuvième de sa carrière, après avoir dominé toutes les séances d'essais en étant le seul à boucler le tour en moins de 1 min 29 s. À plus d'une demi-seconde, le rookie australien Oscar Piastri atteint pour la première fois de sa carrière la première ligne. Son coéquipier Lando Norris est en deuxième ligne, devant Charles Leclerc. Sergio Pérez précède Carlos Sainz Jr. sur la troisième ligne, suivis par les Mercedes de Lewis Hamilton et George Russell. Yuki Tsunoda et Fernando Alonso sont neuvième et dixième.
En s'imposant pour la treizième fois de la saison, après avoir dominé le weekend de bout en bout pour finir la course avec dix-neuf secondes d'avance sur son plus proche poursuivant, Max Verstappen permet à son écurie Red Bull Racing d'obtenir son sixième titre de champion du monde des constructeurs, le second consécutif. Derrière le Néerlandais, qui réalise à Suzuka le neuvième Hat trick de sa carrière, McLaren complète le podium avec Lando Norris devant Oscar Piastri, pour la première fois dans le Top 3 dès son seizième Grand Prix dans la discipline.
À l'extinction des feux, Verstappen se trouve pris en sandwich entre les McLaren qui se sont portées à sa hauteur ; il se rabat pourtant en tête dans le double gauche tandis que Norris prend le meilleur sur Piastri. Le double champion du monde en titre creuse alors un écart abyssal et ne cède les commandes que pour deux tours, lors de son arrêt au stand. À son second arrêt, au trente-septième tour, son avance est telle qu'il reprend la piste, seul, à l'avant. Une fois sorti de la voie des stands, il enfonce le clou en réalisant le meilleur tour en course au volant de sa « fusée intersidérale » qui s'inscrit comme nulle autre monoplace dans les virages des esses, du double Degner, du 130R ou de Spoon.
Piastri passe au stand avant son coéquipier pour réaliser un undercut et accéder à la deuxième position. Toutefois, au vingt-sixième tour, son stand lui demande de laisser passer Norris, alors plus rapide et qui terminera avec dix-sept secondes d'avance. Dès lors, le podium est définitivement fixé car Leclerc, qui évolue au quatrième rang, achève ainsi la course sans être en mesure de rivaliser avec les Mclaren.
Hamilton, qui se classe cinquième, bénéficie également d'une consigne d'écurie demandant à Russell d'échanger leurs positions au quarante-huitième tour ; à l'agonie avec ses gommes car parti sur une stratégie à un seul arrêt, Russell ne peut même plus résister au retour de Sainz qui le double deux boucles plus tard pour prendre la sixième place. Alors qu'Alonso franchit la ligne d'arrivée isolé, à la huitième place, une autre injonction, émanant d'Alpine, détermine les dernières places dans les points puisque Gasly est sommé de céder la neuvième place à son coéquipier Ocon dans le dernier tour.
Max Verstappen (400 points) possède désormais 177 unités d'avance sur son dauphin, Sergio Pérez (223 points), qui a abandonné. Il pourra remporter son troisième titre mondial dès la course sprint du Grand Prix du Qatar. Lewis Hamilton (190 points) est solidement installé en troisième position, devant Fernando Alonso (174 points), Carlos Sainz (150 points) et Charles Leclerc (142 points), tous trois en lice pour le podium final. Au septième rang, Lando Norris (115 points) devance George Russell, à égalité de points. Oscar Piastri progresse à la neuvième place (57 points) en délogeant Lance Stroll (47 points). Avec 623 points, Red Bull Racing remporte son sixième titre de champion du monde des constructeurs à six courses de la fin. La deuxième place reste en jeu entre Mercedes (305 points) et Ferrari (285 points). Aston Martin, qui marque le pas dans la deuxième partie de la saison, occupe la quatrième place (221 points), menacé par McLaren (172 points) qui suit une trajectoire inverse ; suivent Alpine (84 points), Williams (21 points), Haas (12 points), Alfa Romeo (10 points) et AlphaTauri (5 points).

## Contexte avant le Grand Prix

### Vers un nouveau titre de champion pour Red Bull Racing
Sauf à ne marquer aucun point à Suzuka, Red Bull Racing devrait fêter son sixième titre de champion des constructeurs, le second consécutif, au terme de la course dominicale. L'écurie dirigée par Christian Horner possède en effet 308 points d'avance sur son plus proche poursuivant, Mercedes, et doit porter l'écart à 309 points pour ne plus être rejointe. Max Verstappen et Sergio Pérez n'ont ainsi qu'à marquer un point de plus que Lewis Hamilton et George Russell. Verstappen ne peut pas encore être sacré à l'issue de l'épreuve, même en s'octroyant la victoire bonifiée par le meilleur tour et même si son dauphin et coéquipier ne marque pas (il porterait son avance à 177 points alors qu'il en faudrait 180).

### Confirmation de Liam Lawson par AlphaTauri
Liam Lawson, qui a remplacé Daniel Ricciardo à Zandvoort, à Monza puis à Singapour, est à nouveau aligné en course par la Scuderia AlphaTauri. Il a inscrit ses premiers points en catégorie reine le weekend précédent, où il a franchi la ligne d'arrivée neuvième. À Suzuka, Lawson retrouve un environnement familier puisqu'il évolue cette année en Super Formula et connaît le tracé. Il déclare : « Maintenant, je suis enthousiasmé d’arriver à Suzuka que je connais assez bien parce que je participe au championnat de Super Formula cette année. Cela signifie que j'ai testé et couru ici plusieurs fois et j'adore ça. […] J'espère que nous pourrons être forts et cela aide de bien connaître la piste. Je m'attends à ce que ce soit très différent de piloter une voiture de Formule 1 mais je suis impatient. »

## Pneus disponibles
| Pneus pour piste sèche | Pneus pour piste sèche | Pneus pour piste sèche | Pneus pluie    | Pneus pluie |
| ---------------------- | ---------------------- | ---------------------- | -------------- | ----------- |
| Durs (Type C1)         | Medium (Type C2)       | Tendres (Type C3)      | Intermédiaires | Pluie       |

## Essais libres

### Première séance, le vendredi de 11 h 30 à 12 h 30
| Pos. | Pilote           | Voiture               | Chrono         | Écart     |
| ---- | ---------------- | --------------------- | -------------- | --------- |
| 1    | Max Verstappen   | Red Bull-Honda RBPT   | 1 min 31 s 647 |           |
| 2    | Carlos Sainz Jr. | Ferrari               | 1 min 32 s 273 | + 0 s 626 |
| 3    | Lando Norris     | McLaren-Mercedes      | 1 min 32 s 392 | + 0 s 745 |
| 4    | Charles Leclerc  | Ferrari               | 1 min 32 s 574 | + 0 s 927 |
| 5    | Yuki Tsunoda     | AlphaTauri-Honda RBPT | 1 min 32 s 597 | + 0 s 950 |
| 6    | Fernando Alonso  | Aston Martin-Mercedes | 1 min 32 s 650 | + 1 s 003 |

### Deuxième séance, le vendredi de 15 h à 16 h
| Pos. | Pilote           | Voiture               | Chrono         | Écart     |
| ---- | ---------------- | --------------------- | -------------- | --------- |
| 1    | Max Verstappen   | Red Bull-Honda RBPT   | 1 min 30 s 688 |           |
| 2    | Charles Leclerc  | Ferrari               | 1 min 31 s 008 | + 0 s 320 |
| 3    | Lando Norris     | McLaren-Mercedes      | 1 min 31 s 152 | + 0 s 464 |
| 4    | Carlos Sainz Jr. | Ferrari               | 1 min 31 s 237 | + 0 s 549 |
| 5    | George Russell   | Mercedes              | 1 min 31 s 328 | + 0 s 640 |
| 6    | Fernando Alonso  | Aston Martin-Mercedes | 1 min 31 s 492 | + 0 s 804 |

- La séance est définitivement interrompue au drapeau rouge à deux minutes du terme quand Pierre Gasly sort de la piste au virage no 9 (courbe Degner), traverse le bac à graviers et casse le demi-train avant gauche de son Alpine A523, finissant dans les protections[7].

### Troisième séance, le samedi de 11 h 30 à 12 h 30
| Pos. | Pilote           | Voiture             | Chrono         | Écart     |
| ---- | ---------------- | ------------------- | -------------- | --------- |
| 1    | Max Verstappen   | Red Bull-Honda RBPT | 1 min 30 s 267 |           |
| 2    | Lando Norris     | McLaren-Mercedes    | 1 min 30 s 507 | + 0 s 240 |
| 3    | Oscar Piastri    | McLaren-Mercedes    | 1 min 30 s 555 | + 0 s 288 |
| 4    | Sergio Pérez     | Red Bull-Honda RBPT | 1 min 31 s 004 | + 0 s 737 |
| 5    | Charles Leclerc  | Ferrari             | 1 min 31 s 022 | + 0 s 755 |
| 6    | Carlos Sainz Jr. | Ferrari             | 1 min 31 s 137 | + 0 s 870 |

## Séance de qualifications

### Résultats des qualifications
| Pos.                                                                                      | Pilote           | Écurie                | Qualifications 1 | Qualifications 2 | Qualifications 3 |
| ----------------------------------------------------------------------------------------- | ---------------- | --------------------- | ---------------- | ---------------- | ---------------- |
| 1                                                                                         | Max Verstappen   | Red Bull-Honda RBPT   | 1 min 29 s 878   | 1 min 29 s 964   | 1 min 28 s 877   |
| 2                                                                                         | Oscar Piastri    | McLaren-Mercedes      | 1 min 30 s 439   | 1 min 30 s 122   | 1 min 29 s 458   |
| 3                                                                                         | Lando Norris     | McLaren-Mercedes      | 1 min 30 s 063   | 1 min 30 s 296   | 1 min 29 s 493   |
| 4                                                                                         | Charles Leclerc  | Ferrari               | 1 min 30 s 393   | 1 min 29 s 940   | 1 min 29 s 542   |
| 5                                                                                         | Sergio Pérez     | Red Bull-Honda RBPT   | 1 min 30 s 652   | 1 min 29 s 965   | 1 min 29 s 650   |
| 6                                                                                         | Carlos Sainz Jr. | Ferrari               | 1 min 30 s 651   | 1 min 30 s 067   | 1 min 29 s 850   |
| 7                                                                                         | Lewis Hamilton   | Mercedes              | 1 min 30 s 811   | 1 min 30 s 040   | 1 min 29 s 908   |
| 8                                                                                         | George Russell   | Mercedes              | 1 min 30 s 811   | 1 min 30 s 268   | 1 min 30 s 219   |
| 9                                                                                         | Yuki Tsunoda     | AlphaTauri-Honda RBPT | 1 min 30 s 733   | 1 min 30 s 204   | 1 min 30 s 303   |
| 10                                                                                        | Fernando Alonso  | Aston Martin-Mercedes | 1 min 30 s 971   | 1 min 30 s 465   | 1 min 30 s 560   |
| 11                                                                                        | Liam Lawson      | AlphaTauri-Honda RBPT | 1 min 30 s 425   | 1 min 30 s 508   |                  |
| 12                                                                                        | Pierre Gasly     | Alpine-Renault        | 1 min 30 s 843   | 1 min 30 s 509   |                  |
| 13                                                                                        | Alexander Albon  | Williams-Mercedes     | 1 min 30 s 941   | 1 min 30 s 537   |                  |
| 14                                                                                        | Esteban Ocon     | Alpine-Renault        | 1 min 30 s 960   | 1 min 30 s 586   |                  |
| 15                                                                                        | Kevin Magnussen  | Haas-Ferrari          | 1 min 30 s 976   | 1 min 30 s 665   |                  |
| 16                                                                                        | Valtteri Bottas  | Alfa Romeo-Ferrari    | 1 min 31 s 049   |                  |                  |
| 17                                                                                        | Lance Stroll     | Aston Martin-Mercedes | 1 min 31 s 181   |                  |                  |
| 18                                                                                        | Nico Hülkenberg  | Haas-Ferrari          | 1 min 31 s 299   |                  |                  |
| 19                                                                                        | Zhou Guanyu      | Alfa Romeo-Ferrari    | 1 min 31 s 398   |                  |                  |
| Temps minimal à réaliser pour la qualification : 1 min 36 s 169 (107 % de 1 min 29 s 878) |                  |                       |                  |                  |                  |
| Nq.                                                                                       | Logan Sargeant   | Williams-Mercedes     | Pas de temps     |                  |                  |

### Grille de départ
- Logan Sargeant, initialement non qualifié est repêché par les commissaires et autorisé à prendre le départ depuis la dernière place de la grille[10] ; lors de la première phase des qualifications, le pilote a détruit sa Williams FW45 dans le dernier virage après une glissade qui l'a envoyé dans l'herbe, puis dans le mur[11].

## Course

### Classement de la course
| Pos. | no | Pilote           | Écurie                | Tours | Temps/Abandon                      | Grille  | Points |
| ---- | -- | ---------------- | --------------------- | ----- | ---------------------------------- | ------- | ------ |
| 1    | 1  | Max Verstappen   | Red Bull-Honda RBPT   | 53    | 1 h 30 min 58 s 421 (207,787 km/h) | 1       | 25 + 1 |
| 2    | 4  | Lando Norris     | McLaren-Mercedes      | 53    | + 19 s 387                         | 3       | 18     |
| 3    | 81 | Oscar Piastri    | McLaren-Mercedes      | 53    | + 36 s 494                         | 2       | 15     |
| 4    | 16 | Charles Leclerc  | Ferrari               | 53    | + 43 s 998                         | 4       | 12     |
| 5    | 44 | Lewis Hamilton   | Mercedes              | 53    | + 49 s 376                         | 7       | 10     |
| 6    | 55 | Carlos Sainz Jr. | Ferrari               | 53    | + 50 s 221                         | 6       | 8      |
| 7    | 63 | George Russell   | Mercedes              | 53    | + 57 s 659                         | 8       | 6      |
| 8    | 14 | Fernando Alonso  | Aston Martin-Mercedes | 53    | + 1 min 14 s 725                   | 10      | 4      |
| 9    | 31 | Esteban Ocon     | Alpine-Renault        | 53    | + 1 min 19 s 678                   | 14      | 2      |
| 10   | 10 | Pierre Gasly     | Alpine-Renault        | 53    | + 1 min 23 s 155                   | 12      | 1      |
| 11   | 40 | Liam Lawson      | AlphaTauri-Honda RBPT | 52    | + 1 tour                           | 11      |        |
| 12   | 22 | Yuki Tsunoda     | AlphaTauri-Honda RBPT | 52    | + 1 tour                           | 9       |        |
| 13   | 24 | Zhou Guanyu      | Alfa Romeo-Ferrari    | 52    | + 1 tour                           | 19      |        |
| 14   | 27 | Nico Hulkenberg  | Haas-Ferrari          | 52    | + 1 tour                           | 18      |        |
| 15   | 20 | Kevin Magnussen  | Haas-Ferrari          | 52    | + 1 tour                           | 15      |        |
| Abd. | 23 | Alexander Albon  | Williams-Mercedes     | 26    | Dégâts                             | 13      |        |
| Abd. | 2  | Logan Sargeant   | Williams-Mercedes     | 22    | Dégâts                             | Pitlane |        |
| Abd. | 18 | Lance Stroll     | Aston Martin-Mercedes | 20    | Aileron arrière                    | 17      |        |
| Abd. | 11 | Sergio Pérez     | Red Bull-Honda RBPT   | 15    | Dégâts                             | 5       |        |
| Abd. | 77 | Valtteri Bottas  | Alfa Romeo-Ferrari    | 7     | Dégâts                             | 16      |        |

### Pole position et record du tour
- Pole position :  Max Verstappen (Red Bull-Honda RBPT) en 1 min 28 s 877 (235,215 km/h)[13].
- Meilleur tour en course :  Max Verstappen (Red Bull-Honda RBPT) en 1 min 34 s 183 (221,964 km/h) au trente-neuvième tour ; vainqueur de la course, il s'adjuge le point bonus associé[14].

### Tours en tête
- Max Verstappen (Red Bull-Honda RBPT) : 51 tours (1-16 / 19-53)[15]
- Lando Norris (McLaren-Mercedes) : 1 tour (17)
- Carlos Sainz Jr. (Ferrari) : 1 tour (18)

## Classements généraux à l'issue de la course
| Pos. | Pilote           | Écurie                | Points |
| ---- | ---------------- | --------------------- | ------ |
| 1    | Max Verstappen   | Red Bull-Honda RBPT   | 400    |
| 2    | Sergio Pérez     | Red Bull-Honda RBPT   | 223    |
| 3    | Lewis Hamilton   | Mercedes              | 190    |
| 4    | Fernando Alonso  | Aston Martin-Mercedes | 174    |
| 5    | Carlos Sainz Jr. | Ferrari               | 150    |
| 6    | Charles Leclerc  | Ferrari               | 135    |
| 7    | Lando Norris     | McLaren-Mercedes      | 115    |
| 8    | George Russell   | Mercedes              | 115    |
| 9    | Oscar Piastri    | McLaren-Mercedes      | 57     |
| 10   | Lance Stroll     | Aston Martin-Mercedes | 47     |
| 11   | Pierre Gasly     | Alpine-Renault        | 46     |
| 12   | Esteban Ocon     | Alpine-Renault        | 38     |
| 13   | Alexander Albon  | Williams-Mercedes     | 21     |
| 14   | Nico Hülkenberg  | Haas-Ferrari          | 9      |
| 15   | Valtteri Bottas  | Alfa Romeo-Ferrari    | 6      |
| 16   | Zhou Guanyu      | Alfa Romeo-Ferrari    | 4      |
| 17   | Yuki Tsunoda     | AlphaTauri-Honda RBPT | 3      |
| 18   | Kevin Magnussen  | Haas-Ferrari          | 3      |
| 19   | Liam Lawson      | AlphaTauri-Honda RBPT | 2      |

| Pos.     | Écurie                | Points |
| -------- | --------------------- | ------ |
| Champion | Red Bull-Honda RBPT   | 623    |
| 2        | Mercedes              | 305    |
| 3        | Ferrari               | 285    |
| 4        | Aston Martin-Mercedes | 221    |
| 5        | McLaren-Mercedes      | 172    |
| 6        | Alpine-Renault        | 84     |
| 7        | Williams-Mercedes     | 21     |
| 8        | Haas-Ferrari          | 12     |
| 9        | Alfa Romeo-Ferrari    | 10     |
| 10       | AlphaTauri-Honda RBPT | 5      |

## Statistiques
Le Grand Prix du Japon 2023 représente :
- la 29e pole position de Max Verstappen, sa neuvième de la saison[18] ;
- la 48e victoire de Max Verstappen, sa treizième de la saison[19] ;
- le 9e hat trick de Max Verstappen, son quatrième de la saison[20] ;
- la 107e victoire de Red Bull, la quinzième de la saison[21] ;
- la 15e victoire de Honda RBPT en tant que motoriste[22] ;
- le 1er podium d'Oscar Piastri pour son seizième départ en Formule 1[23].

Au cours de ce Grand Prix :
- Red Bull Racing, à six Grands Prix de la fin de saison, remporte son sixième titre de champion du monde des constructeurs, le deuxième consécutif[24] ;
- Max Verstappen passe la barre des 2 400 points inscrits en Formule 1 (2 411,5 points)[25] ;
- Charles Leclerc passe la barre des 1 000 points inscrits en Formule 1 (1 003 points)[26] ;
- Oscar Piastri est élu « pilote du jour » à l'issue d'un vote organisé sur le site officiel de la Formule 1[27] ;
- Danny Sullivan (15 Grands Prix chez Tyrrell Racing en 1983, 2 points, vainqueur des 500 miles d'Indianapolis 1985 et champion CART en 1988) a été nommé conseiller par la FIA pour aider le groupe des commissaires de course dans leurs jugements[28].